# Голландско-португальская война
Голландско-португальская война — вооружённый конфликт XVII века, в котором голландские Ост-Индская и Вест-Индская компании воевали по всему миру против Португальской империи. Война шла параллельно с бушевавшей в Европе Восьмидесятилетней войной, в которой Нидерланды боролись за свою независимость от Испании (в династической унии с которой находилась Португалия), однако не может считаться её частью, так как продолжалась и во время испано-нидерландского перемирия (1609—1621), и после того, как Португалия в 1640 году расторгла унию с испанцами. В ряде эпизодов поддержку голландцам оказывали англичане.
В результате войны Португалия оказалась победителем в Южной Америке, а Нидерланды — на Дальнем Востоке. Стратегическую выгоду от войны получила Англия в связи с долгим противостоянием между двумя своими основными торговыми конкурентами.

## Предыстория
В 1592 году в ходе войны с Испанией англичане захватили в районе Азорских островов португальскую каракку, на которой было около 900 тонн товаров из Индии и Китая стоимостью в полмиллиона фунтов стерлингов (почти половина национального богатства Англии в то время). Это событие пробудило интерес к Востоку.
В том же году амстердамские торговцы послали в Лиссабон Корнелиса де Хаутмана с заданием собрать как можно больше информации об «Островах Пряностей». В 1595 году купец и путешественник Ян Гюйген ван Линсхотен, много пропутешествовавший по Индийскому океану, опубликовал в Амстердаме «Отчёт о путешествиях в португальских плаваниях на Востоке» («Reys-gheschrift vande navigatien der Portugaloysers in Orienten»), содержавший информацию о том, как доплыть от Португалии до Индии и Японии. Эти события подстегнули торговую экспансию: в 1600 году была основана Английская Ост-Индская компания, а в 1602 — Голландская Ост-Индская компания.
С 1568 года Республика Соединённых провинций вела борьбу за свою независимость, и контроль над торговлей пряностями был для неё вопросом экономического выживания. Португальские купцы использовали Нижние Земли в качестве базы торговли пряностями в Северной Европе, однако когда в 1581 году в результате Иберийской унии Португалия и Испания объединились в одно государство, было наложено эмбарго на торговлю с северными провинциями Нижних Земель, подписавшими Утрехтскую унию. В результате голландцы потеряли основного торгового партнёра, основной источник финансирования войны с Испанией, и позицию монополиста в торговле пряностями с Францией, Священной Римской империей и государствами Северной Европы. Средств от торговли рыбой с Северного моря и зерном с Балтики для молодой республики не хватало.
Надежды Республики Соединённых провинций воскресли, когда в 1588 году англичане разгромили «Непобедимую армаду». Развитие военно-морских сил получило наивысший приоритет.

## Индийско-Тихоокеанский театр военных действий
25 февраля 1603 года три корабля Нидерландской Ост-Индской компании захватили в Малаккском проливе португальскую каракку «Santa Catarina». Это был настолько ценный приз, что его продажа удвоила капитал Компании. Законность захвата была сомнительной из-за неясного юридического статуса Нидерландов, и португальцы потребовали возвращения груза. Скандал привёл к публичному юридическому разбирательству и привлёк международное общественное внимание. Гуго Гроций по просьбе Компании стал искать аргументы в пользу обоснования захвата, и в результате в 1609 году опубликовал памфлет «Mare Liberum», в котором проводил концепцию свободы мореплавания, утверждая, что море было международной территорией и все народы свободны в использовании его для мореплавательной торговли. Эта концепция послужила для Нидерландов идеологическим обоснованием их усилий по слому торговой монополии Португалии.
С 1603 года Гоа, бывший столицей Португальской Индии, оказался фактически в блокаде. В 1619 году голландцы захватили Джакарту, переименовав её в «Батавию», и сделали её своей базой для операций против Гоа. Два города развернули борьбу за контроль над путями транспортировки пряностей, но португальцы находились в позиции обороняющегося. В 1641 году голландцы захватили Малакку, в 1658 году окончательно изгнали португальцев с Цейлона, а в 1663 году (уже после подписания Гаагского договора) захватили Малабарское побережье.
Важные события происходили также и в дальневосточных водах. Хотя голландская попытка захвата Макао и окончилась неудачей, Нидерландам всё же удалось установить монополию на торговлю с Японией.

## Атлантический театр военных действий
Воодушевлённая лёгкими успехами на Востоке, Республика решила быстро использовать слабость Португалии в Америке. В 1621 году была создана Голландская Вест-Индская компания. Вторгшись в Португальскую Америку, голландцы захватили ряд важных городов, включая Олинду, а также столицу португальских владений в Америке — Салвадор. На захваченных территориях была образована Голландская Бразилия со столицей в Маурицстаде.
В это же время были предприняты действия в Африке. Нидерландскими силами были захвачены Сан-Жоржи-да-Мина и другие торговые посты Португальского Золотого берега, и осаждена Луанда.
Поворотный момент в войне наступил, когда 30 апреля 1625 года в Америку прибыл флот из 34 испанских и 22 португальских кораблей с 12.500 солдат на борту (3/4 — испанцы, остальные — португальцы) под командованием Фадрике А́львареса де Толедо. Они отбили Салвадор, и начали отвоёвывать захваченные голландцами португальские владения. Португальские поселенцы развернули партизанскую войну против голландских оккупантов. Силы Вест-Индской компании оказались перенапряжёнными, они не могли организовать эффективную блокаду португальских портов, и прибытие подкреплений из Португалии привело к изгнанию голландцев из Америки и Африки.
В 1638 году голландцам под командованием Иоганна Морица Нассау-Зигена удалось захватить португальскую крепость Сан-Жоржи-да-Мина на Золотом берегу, один из важнейших пунктов «треугольной торговли», а вскоре после этого также отбить у португальцев остров Сан-Томе, а также Луанду, столицу Анголы.

## Испанское участие
Испанцы старались перехватывать голландские корабли в районе Дюнкерка, и по мере сил пытались помогать португальцам (например, на Островах Пряностей они отбили захваченный голландцами у португальцев остров Тернате, основали форт Тидоре). Однако Испания и так находилась на пределе своих возможностей, защищая свои собственные владения от голландских, французских и берберских корсаров, а также воюя с Османской империей.

## Завершение войны
В 1640 году португальцы, используя Сегадорское восстание, сами восстали и восстановили независимость своей страны, после чего Англия возобновила англо-португальский союз. 
В 1645 году в Пернамбуку началось восстание против голландцев, которое возглавили Жоан Фернандес (Фернандеш) Виейра, Андре́ Видал (Видаль) де Негрейрос (Негрейруш), индеец Филиппе Камарао, создавший «Красный отряд» из союзных португальцам индейцев, негр Энрике Диас, создавший «Чёрный отряд» из принадлежавших голландцам и португальцам рабов, и Анто́нио Ди́ас (Ди́аш) Кардо́зу.  Голландцы постоянно терпели поражения в столкновениях с повстанцами. В 1648 и 1649 годах две повстанческие армии победили голландцев в первой и второй битвах у холмов Гуарара́пис (Гуарара́пиш). В январе 1654 года португальцы и сочувствовавшие им местные жители осадили Ресифи.
Бразильские же колонисты, собрав необходимую сумму денег, сформировали экспедиционный корпус с целью вторжения в Голландскую Анголу и ликвидации её как колонии, чтобы затем её опять включить в состав Португалии. В мае 1648 года состоявший из голландцев гарнизон Анголы капитулировал. Согласно заключённому с бразильцами договору, с территории Анголы выводились все войска, находившиеся на её территории.
Республика Соединённых провинций попыталась продолжить войну в одиночестве, но с потерей владений в Бразилии и Африке предпочла согласиться на мир.
В 1661 году был подписан Гаагский договор, в соответствии с которым Нидерланды признали принадлежность Португалии всей территории Бразилии, получив восемь миллионов гульденов (63 тонны золота), а португальцы уступили голландцам свои права на Цейлон и Острова пряностей.